# Kitsap Soccer Club
Kitsap Soccer Club,anteriormente conhecido como Kitsap Pumas e mais conhecida como Kitsap SC, foi um clube da cidade de Bremerton, Washington. 

## História

### Kitsap Pumas
O clube foi fundado sob o nome Kitsap Pumas para disputar a Premier Development League (PDL). Sua primeira partida foi contra o Seattle Wolves. Sua maior conquista foi o título da PDL em 2011. Ficou na liga entre 2009 e 2016.

### Kitsap SC
Em novembro de 2016 foi anunciado que o clube mudaria de nome para Kitsap Soccer Club. Nesse mesmo anúncio foi divulgado que a equipe se transferiria para a NPSL.

## Títulos
Campeão Invicto
| NACIONAIS      | NACIONAIS                  | NACIONAIS | NACIONAIS  |
|                | Competição                 | Títulos   | Temporadas |
| -------------- | -------------------------- | --------- | ---------- |
| Estados Unidos | Premier Development League | 1         | 2011       |